# 茹拉夫利哈
49°24′56″N 30°20′29″E / 49.41556°N 30.34139°E
茹拉夫利哈（烏克蘭語：Журавлиха）是位於烏克蘭北部的村莊，由基辅州白采爾克瓦區的斯塔維謝市鎮負責管轄。該村始建於1525年，面積4.42平方公里，海拔高度176米，2001年人口1,293，人口密度每平方公里292.5人。